# Cmentarz wojenny nr 157 – Dąbrówka Tuchowska
Cmentarz wojenny nr 157 – Dąbrówka Tuchowska – zabytkowy cmentarz z I wojny światowej znajdujący się w Dąbrówce Tuchowskiej w powiecie tarnowskim, w gminie Tuchów. Jeden z ponad 400 zachodniogalicyjskich cmentarzy wojennych zbudowanych przez Oddział Grobów Wojennych C. i K. Komendantury Wojskowej w Krakowie. W VI okręgu tarnowskim cmentarzy tych jest 63.

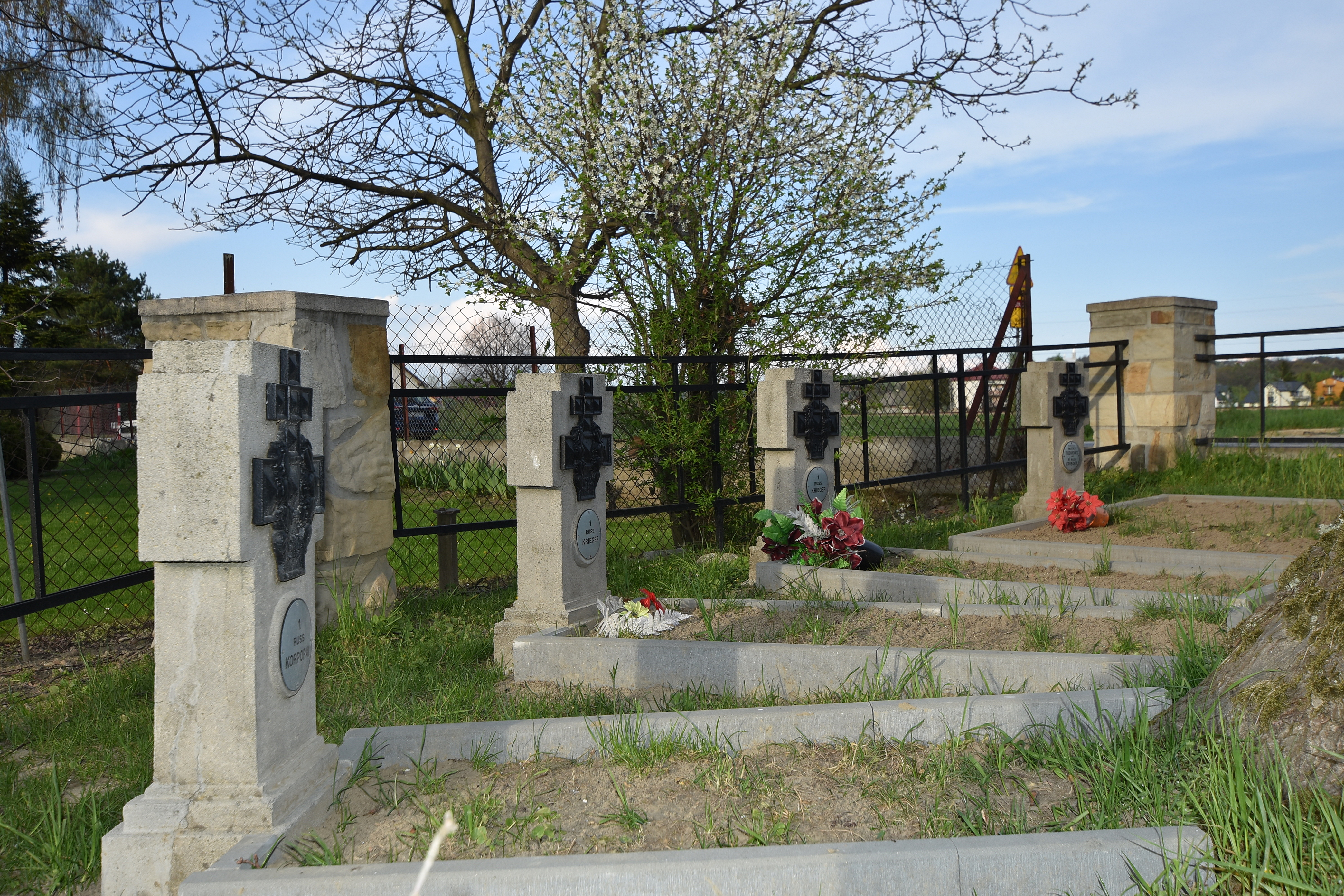
Stele z krzyżami

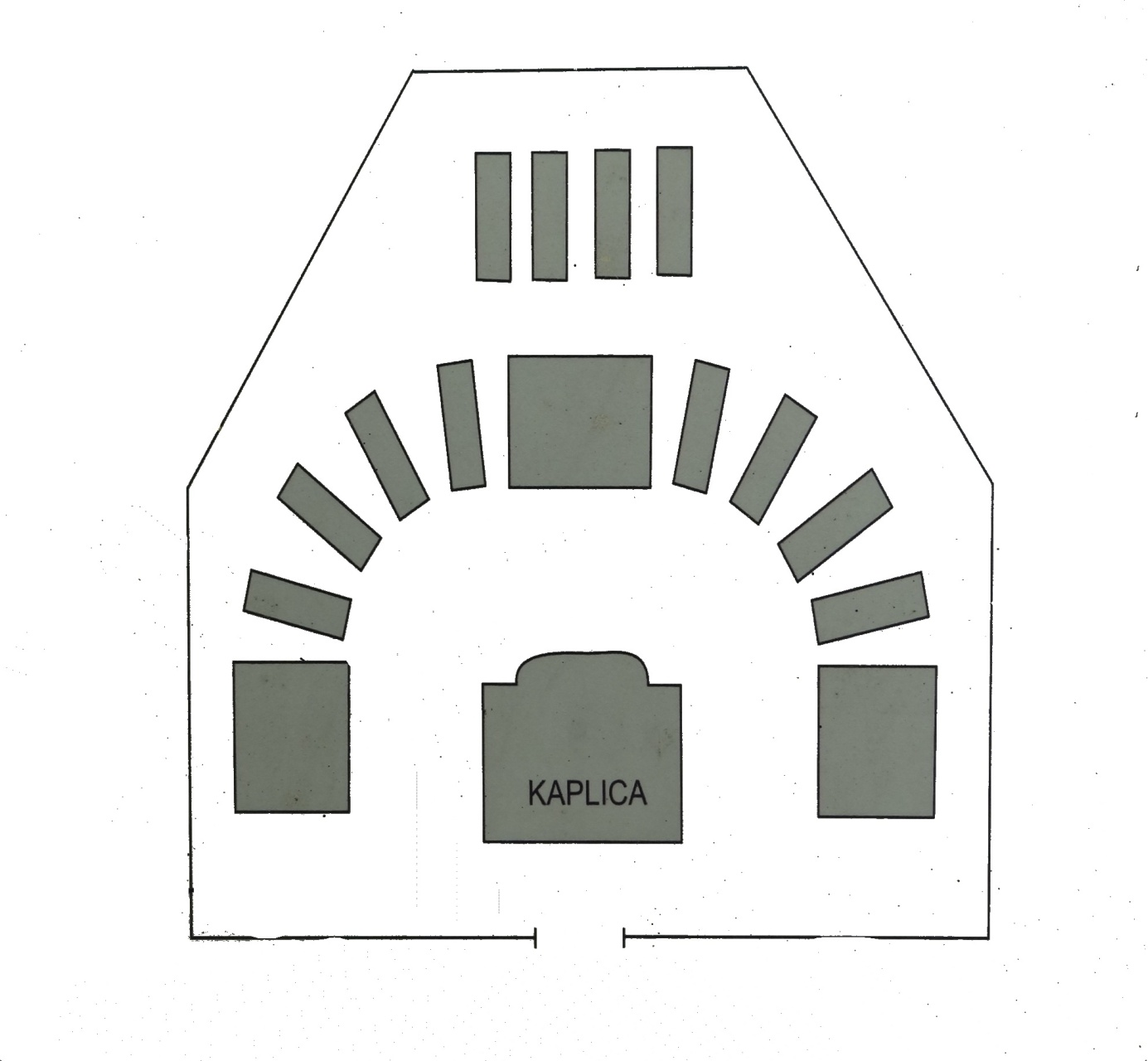
Plan cmentarza

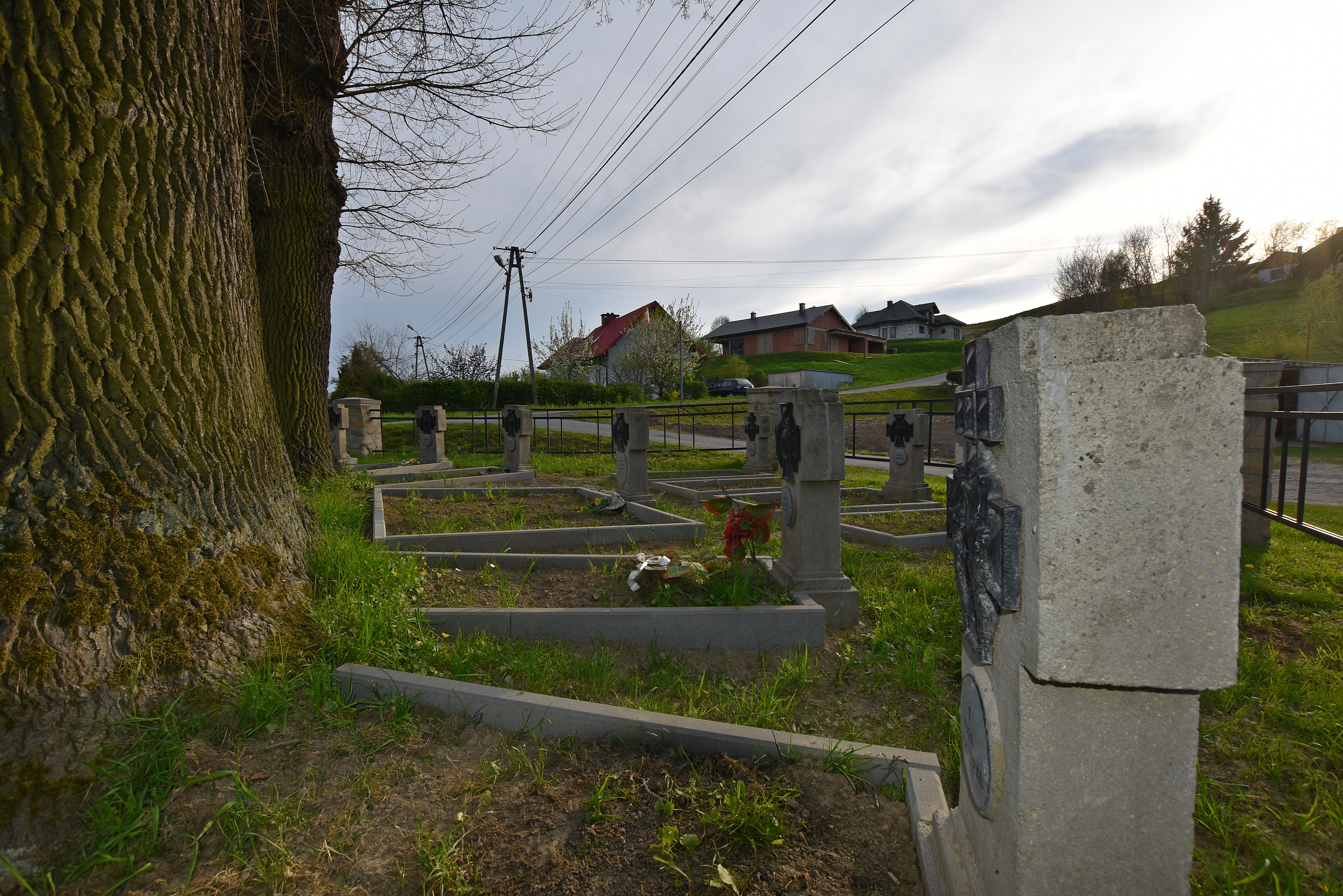
Stele z krzyżami

## Opis cmentarza
Jest to niewielki cmentarz zaprojektowany przez Heinricha Scholza wokół istniejącej wcześniej kapliczki. Znajduje się przy drodze wojewódzkiej nr 977. Heinrich Scholz zaprojektował cmentarz w miejscu pierwszego pochówku żołnierzy. Cmentarz wykonano na planie sześcioboku. Obecnie ogrodzenie stanowią betonowa podmurówka, murowane z kamienia słupki i metalowe segmenty między nimi. Wejście przez jednoskrzydłową furtkę od strony drogi. Zaraz za wejściem jest kapliczka, za nią, w środku cmentarza drzewa, które posadzone zostały jeszcze w trakcie budowy cmentarza. Wokół drzew półkolem rozmieszczono nagrobki. Są to betonowe stele w formie stylizowanego krzyża. Na przedniej ścianie stel umieszczono żeliwne krzyże z motywem wieńca laurowego i tabliczki z nazwiskami poległych. Są dwa rodzaje krzyży: dwuramienne krzyże lotaryńskie i jednoramienne krzyże maltańskie.
Cmentarz został wyremontowany i jest w bardzo dobrym stanie. Znajduje się pod opieką pobliskiej Szkoły Podstawowej w Dąbrówce Tuchowskiej.

## Polegli
W trzech grobach zbiorowych i 12 pojedynczych pochowano tu 10 żołnierzy austro-węgierskich i 15 żołnierzy rosyjskich. Zidentyfikowano 8, w tym jednego rosyjskiego. Żołnierze austro-węgierscy walczyli głównie w 23. pułku piechoty honwedu, który rekrutowany był w Siedmiogordzie, najprawdopodobniej więc są to Węgrzy i Rumuni.